# Heineken Open 2002
Heineken Open 2002 — тенісний турнір, що проходив на кортах з твердим покриттям у місті Окленд (Нова Зеландія), Нова Зеландія з 7 січня . Належав до категорії ATP International Series, був турніром серії ATP Auckland Open 2002 року.

## Фінальна частина

### Одиночний розряд
Грег Руседскі —  Жером Гольмар 6–7(0–7), 6–4, 7–5

### Парний розряд
Йонас Бйоркман /  Тодд Вудбрідж —  Мартін Гарсія /  Цирил Сук 7–6(7–5), 7–6(9–7)